# Schmücke (Höhenzug)

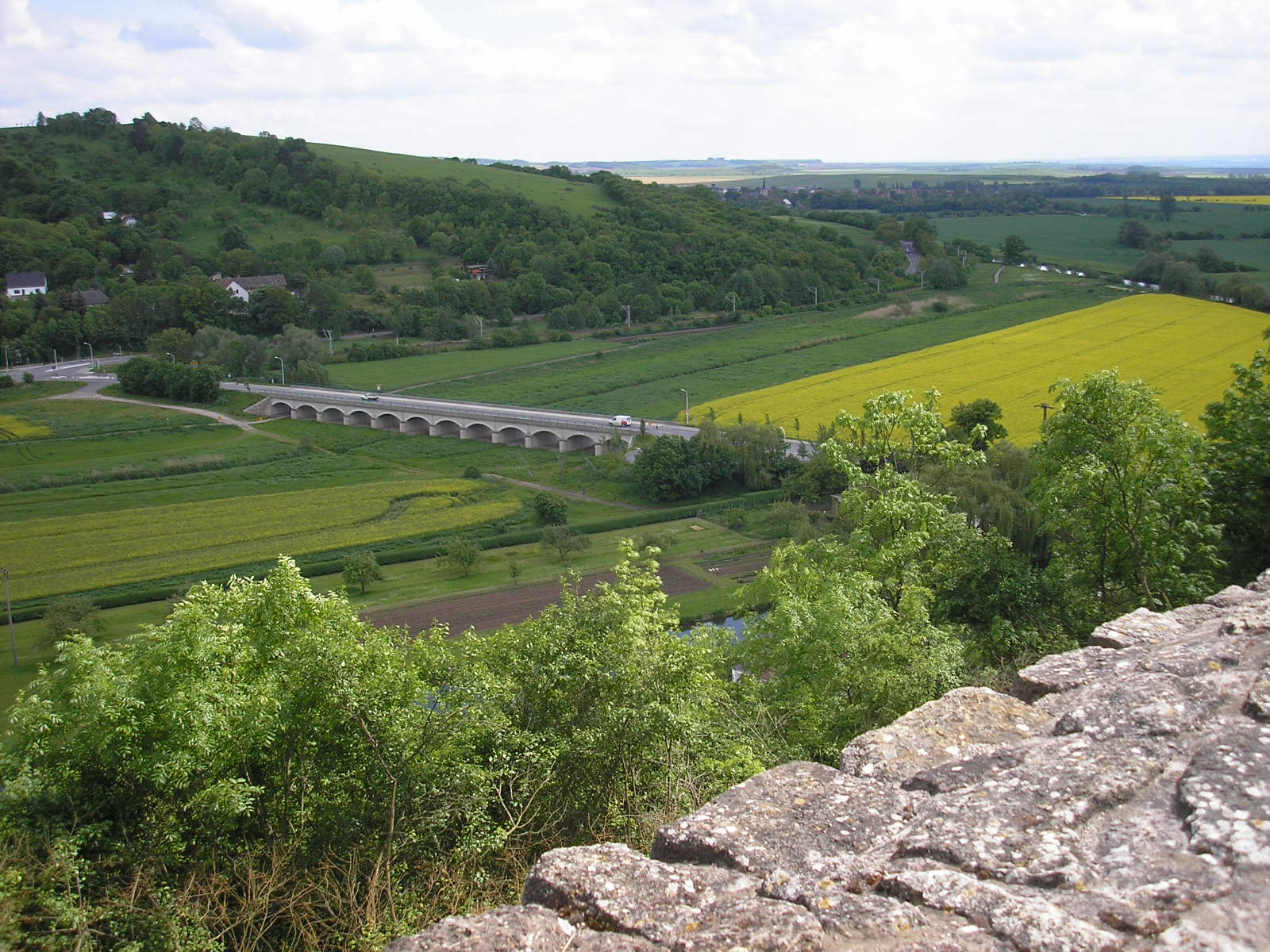
Blick von der Unteren Sachsenburg über die Thüringer Pforte hinweg zum Nordwestende der Schmücke mit Unstrutbrücke der B 85 und B 86

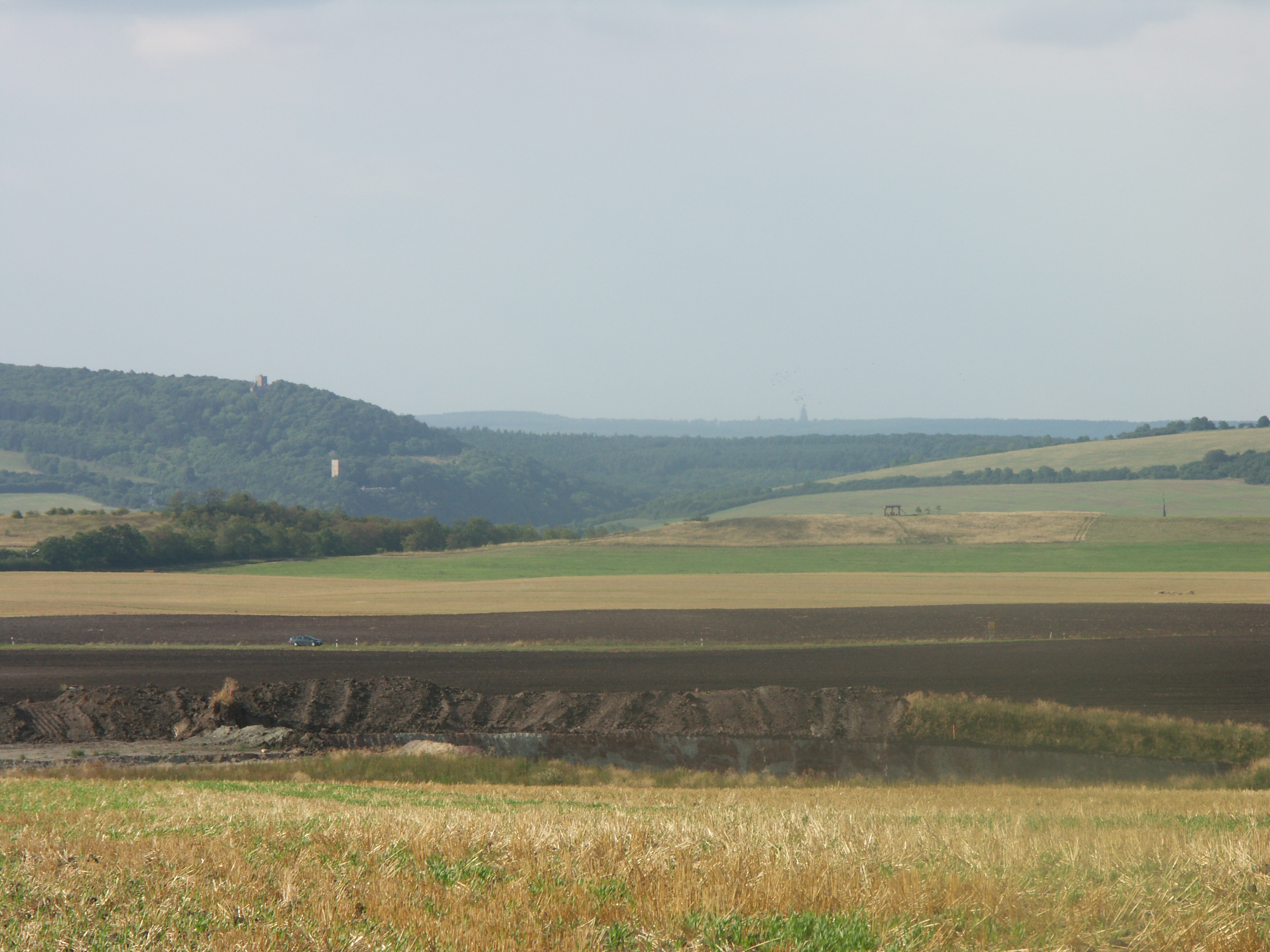
Die Thüringer Pforte von Süden: am Horizont ist das Kyffhäuserdenkmal zu erkennen; der bewaldete Höhenzug mit der Oberen und Unteren Sachsenburg auf der linken Seite ist das Ostende der Hainleite; gegenüber auf der rechten Seite beginnt die Schmücke.

Die Schmücke (auch Kahle Schmücke genannt) ist ein bis 380,1 m ü. NHN hoher und im Kerngebiet nur um 7 km² großer Höhenzug im Kyffhäuserkreis und im Landkreis Sömmerda in Thüringen (Deutschland).

## Geographische Lage
Die Schmücke bildet zusammen mit der sich südöstlich anschließenden Finne und der jenseits der von der Unstrut durchflossenen Sachsenburger Pforte gelegenen Hainleite im Nordwesten den nördlichen bis nordöstlichen Teil der Berandung des Thüringer Beckens. Sie liegt zwischen Heldrungen im Norden, Oberheldrungen und Hauteroda im Nordosten, Burgwenden im Südosten, Großmonra im Süden, Beichlingen und Hemleben im Südwesten bis Westen sowie Gorsleben und der vorgenannten Sachsenburger Pforte im Nordwesten. Nordöstlich des Tals des Helderbaches schließt sich die Hohe Schrecke an.
Die ineinander übergehenden Höhenzüge Schmücke und Finne – zwischen Heldrungen im Nordwesten und Bad Sulza im Südosten – sind zusammen knapp 40 km lang.

## Berge
Zu den Bergen der Schmücke gehören – sortiert nach Höhe in Meter (m) über Normalhöhennull (NHN):
- Künzelsberg (380,1 m), zwischen Hauteroda und Beichlingen, Kyffhäuserkreis/Landkreis Sömmerda
- Monraburg (377,0 m), bei Burgwenden, Landkreis Sömmerda
- Wendenburg (353,8 m), bei Burgwenden, Landkreis Sömmerda

→ für diese und weitere Berge und Erhebungen siehe Absatz Schmücke des Artikels „Liste von Bergen und Erhebungen in Thüringen“
Die Oberfläche eines großen Teils der Schmücke ist durch alte Steinbrüche zerklüftet.

## Verkehr
Die Bundesautobahn 71 unterquert die Schmücke seit 2008 im 1.729 m langen Tunnel Schmücke.

## Naturschutz
Am 30. April 2013 wurde das südlich von Heldrungen gelegene Gebiet der westlichen Schmücke mit den angrenzenden Wäldern und Südhängen unter Naturschutz gestellt. Hierzu gehören auch Teile der Gemeinden Heldrungen, Oberheldrungen, Gorsleben und Hemleben. Das Naturschutzgebiet hat eine Fläche von etwa 550 ha.
Die Landschaft wird geprägt durch eine lose Zusammenstellung aus Trocken- und Halbtrockenrasen, Fluren, Lesesteinhaufen, Büschen, Streuobstwiesen sowie Wald- und Ackerflächen. Mittelalterliche Abbaugruben ziehen sich entlang des Kammes des Höhenzugs. Durch die Größe und Vielfalt der verschiedenen wärme- und trockenliebenden Biotope sowie seiner Seltenheit werden einer Vielzahl von Tieren und Pflanzen, die sich an diese trockenen Bedingungen anpasst haben, Lebensräume geboten, was besonders unter anderem für Wildbienen, Heuschrecken und Tagfalter gilt. Im Winter finden hier die Mopsfledermäuse den nötigen Schutzraum, weswegen das Gebiet derzeit als größtes bekanntes Winterschlafquartier für diese Fledermausart in Thüringen gilt.
Ausflügler und Wanderer bevorzugen die Schmücke wegen ihrer Schönheit und der außergewöhnlichen Fernblicke über das Thüringer Becken. Auch künftig wird Wandern und Radfahren auf den vorhandenen Wegen sowie Reiten auf markierten Reitwegen ermöglicht. Letztlich ist die Nutzung des Gebietes durch Land- und Forstwirte und Jäger möglich.